# Ново Село (Прњавор)
Ново Село је насељено мјесто у општини Прњавор, Република Српска, БиХ. Према попису становништва из 1991. у насељу је живјело 168 становника.

## Становништво
| Националност       | 1991. | 1981. | 1971. | 1961. |
| Срби               | 163   | 165   | 415   | 257   |
| Југословени        | 1     | 3     |       |       |
| Хрвати             |       |       | 2     |       |
| остали и непознато | 4     | 13    | 38    | 61    |
| Укупно             | 168   | 181   | 455   | 318   |

| Демографија | Демографија | Демографија |
| Година      | Становника  | Становника  |
| ----------- | ----------- | ----------- |
| 1961.       | 318         |             |
| 1971.       | 455         |             |
| 1981.       | 181         |             |
| 1991.       | 168         |             |